# Robert Popov
Robert Popov (in macedone Роберт Попов?; Strumica, 16 aprile 1982) è un ex calciatore macedone con passaporto bulgaro, di ruolo difensore.

## Palmarès

### Club

#### Competizioni nazionali
- Coppa di Bulgaria: 2

Liteks Loveč: 2003-2004, 2007-2008